# Ziffer Sándor
Ziffer Sándor (Cziffer) (Eger, 1880. május 5. – Nagybánya, 1962. szeptember 8.) magyar festő, érdemes művész. Mind a magyarországi, mind a romániai festészeti mozgalmakban fontos szerepet töltött be. A nagybányai művésztelep második nemzedékének kiemelkedő festője, mestere és művészetszervezője.

## Életpályája
Az Iparművészeti Iskolában tanult Budapesten, majd a müncheni akadémiára ment, ahol Hans-Joachim Rauppnál tanult, majd Anton Ažbe iskoláját látogatta. Itthon 1904-től Hollósy Simon volt a mestere. 1906-tól a nagybányai művésztelepen festett. Közben tapasztalatokat szerzett Párizsban, Berlinben, Hamburgban és újra Münchenben. Ezekben a városokban alkotásait is bemutatta kiállításokon.
Magába szívta a posztimpresszionisztikus, majd az expresszionista és a kubista stílusirányzatok formajegyeit. Nagybányán ő a neósok csoportjába tartozott. 1908-1911-ig tagja volt a Szinyei Merse Pál által vezetett MIÉNK művészcsoportnak.
1918-ban végleg Nagybányán telepedett le, ahol 1935-1945-ig tanított, s korrigálta a festőnövendékek rajzait, festményeit. Számos romániai magyar és román festőnek, köztük Karácsony Jánosnak, Agricola Lídiának Ziffer volt a mestere. Ziffer nemcsak kiváló festő, hanem kiváló rajzoló is volt, néhány festménye szinte grafikus hangvételű, például a Morgó völgye c. alkotása 1923-ból, természetesen kifejezetten grafikai alkotásai is vannak, köztük Nő macskával címmel.
A Nagybányán helyben maradt magyar művészek többsége a második világháború után valóságos nyomorszinten élt. Még Ziffer Sándor is nehezen jutott társadalmi elismeréshez. Vida Géza szobrászművész érdeme, hogy 1950-ben az idős mester személyi nyugdíjat kaphatott, s majd 1954-ben Munkaérdemrenddel tüntették ki.
1957-ben Nagybányán és Kolozsvárott gyűjteményes kiállítást rendeztek műveiből.
1962-ben Nagybányán érte a halál, a nagybányai (volt református) temetőben helyezték örök nyugalomra.

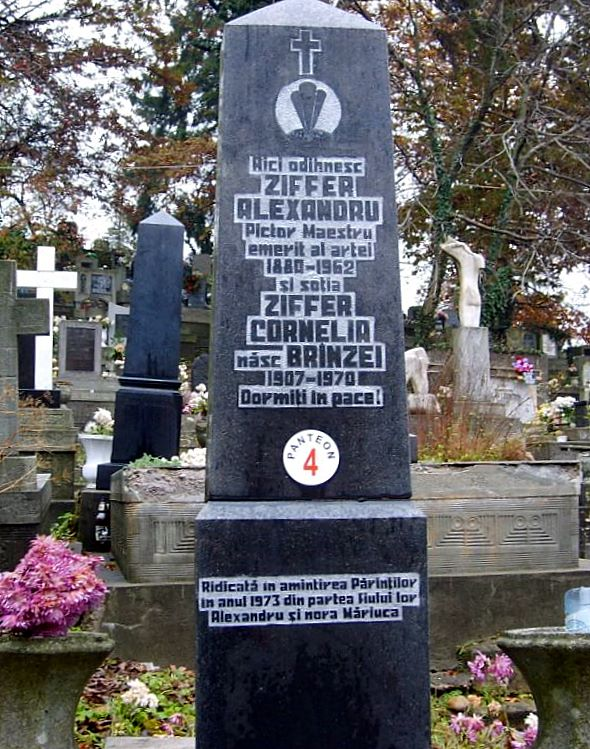
Ziffer Sándor síremléke a nagybányai református temetőben

## Művészete
A századelő modern festői irányzatait össze tudta egyeztetni a nagybányai plein air hagyományokkal, soha nem engedett az epigonoknak, mindig friss, színes, dekoratív, expresszív, s racionálisan átgondoltak voltak az ő alkotásai. Alkotói korszakának csúcspontja a két világháború közti időszakra esik. Később baleset érte, a második világháború után már csak műtermének ablakából tudott festeni.

## Emlékkiállítások
1996-ban Nagybányán és Budapesten, 1998-ban Budapesten, 2004-ben  és 2007-ben szülővárosában, Egerben rendeztek műveiből kiállítást. Művei ott szerepeltek a Magyar Nemzeti Galéria 2006-os kiállításán, melyet Magyar Vadak Párizstól Nagybányáig címen rendeztek.

## Művei közgyűjteményekben[8](válogatás)
- Nő macskával (Év. nélkül, szén, papír, 9,5 x 16 cm) Rippl-Rónai Múzeum, Kaposvár
- Önarckép (c. 1908, olaj, karton, 41 x 30 cm) Janus Pannonius Múzeum, Pécs
- Útkanyarban álló két gyerek Magyar Nemzeti Galéria, Budapest
- Tájrészlet kerítéssel (1910-es évek eleje, olaj, vászon, 91,5 x 109 cm) MNG
- Hajók a Szajnán (1911, olaj, vászon, 46 x 61 cm) MNG
- Tájkép (1913, olaj, karton, 128,5 x 94,5 cm) MNG

- A Morgó völgye (1923, olaj, vászon, 80 x 98 cm) Máramaros Megyei Múzeum, Nagybánya
- Vizimalom (1923 Olaj, vászon, 65 x 79,5 cm) JPM
- Nagybányai tájkép (1925 olaj, vászon, M.690 mm x Sz.553 mm) Székely Nemzeti Múzeum, Sepsiszentgyörgy

- Nagybányai táj (1925, olaj, vászon, 80 x 98 cm) Máramaros Megyei Múzeum, Nagybánya
- A régi pénzverde (1932, olaj, vászon, 80 x 100 cm) Művészeti Múzeum, Kolozsvár
- Nagybányai tájkép (1933 olaj, vászon; M.745mm x Sz.995mm)[9]
- Önarckép (1936 MNG)
- Leány korsóval (1941 olaj, vászon; M.1000 mm X Sz.675 mm; Székely Nemzeti Múzeum)

## Társasági tagság
- MIÉNK (1908-1911)
- Nagybányai Festők Társasága (NFT) (1911-1937)